# North Queensland Cowboys
Pour les articles homonymes, voir Cowboy.
Maillots
Les North Queensland Cowboys ou Cowboys du North Queensland sont un club professionnel australien de rugby à XIII basé à Townsville, dans l'État du Queensland. Ils évoluent dans la National Rugby League (NRL) qui est le championnat élite d'Australie. Ils ont remporté à une reprise le championnat en 2015 après être parvenus une première fois en finale en 2005. Les Cowboys disputent leurs matchs au 1300SMILES Stadium à Kirwan.
Le club est fondé en 1995 lors de l'expansion de la New South Wales Rugby League (NSWRL) devenant le second club du Queensland à l'intégrer après les Broncos de Brisbane. Le club a lutté les premières années pour devenir compétitif, parvenant en phase finale la première fois en 2004 puis atteignant la finale sous la houlette de Johnathan Thurston pour la première fois en 2005 (perdue contre les West Tigers). Thurston est lié à la réussite du club, ce dernier y est élu à quatre reprises meilleur joueur de la NRL (2005, 2007, 2013 et 2015). C'est en 2015 que le club décroche enfin son premier titre en battant en finale leurs voisins les Broncos 17-16 en prolongation grâce à un drop de Thurston et remporte par la suite le World Club Challenge contre les Rhinos de Leeds.

## Palmarès
- World Club Challenge (1) :
  - Vainqueur : 2015.
- National Rugby League (1) :
  - Vainqueur : 2015.
  - Finaliste : 2005 et 2017.

## Histoire
Le nom et les couleurs des Cowboys ont été adoptés à la suite d'un vote auprès du public. L'une des difficultés du club, à ses débuts, est de faire face à la concurrence des puissants Brisbane Broncos qui attirent les meilleurs joueurs.
Les deux premières saisons sont marquées par l'instabilité. En seulement deux ans, les Cowboys vont voir se succéder 7 capitaines différents.
En 1997, les Cowboys choisissent de jouer le championnat dissident de la Super League. Ils finissent pour la seconde fois en trois ans, dernier du championnat.
En 1998, l'ARL et la Super League fusionnent pour devenir la NRL. Bien que les résultats ne soient pas au rendez-vous de 1998 jusqu'en 2003, le public des Cowboys est fidèle et de plus en plus nombreux.
En 2004, les Cowboys finissent à la septième place du championnat et se qualifient pour la première fois de son histoire pour les play-offs. Après avoir battu les Canterbury Bulldogs et les Brisbane Broncos, ils échouent aux portes de la finale face aux Sydney Roosters.
Sur la lancée de 2004, les Cowboys atteignent en 2005, la finale du championnat face aux Wests Tigers. Ces derniers remportent facilement le match sur le score de 30 à 16.
En 2015, les Cowboys remporte leur premier titre de champions de leur histoire en s'imposant en finale contre les Brisbane Broncos 17-16.

## Entraîneurs
| # | Nom           | Période     |
| - | ------------- | ----------- |
| 1 | Grant Bell    | 1995 – 1995 |
| 2 | Graham Lowe   | 1996 – 1996 |
| 3 | Tim Sheens    | 1997 – 2001 |
| 4 | Murray Hurst  | 2001 – 2002 |
| 5 | Graham Murray | 2002 – 2008 |

| #  | Nom                | Période     |
| -- | ------------------ | ----------- |
| 6  | Ian Millward       | 2008 – 2008 |
| 7  | Neil Henry         | 2009 – 2013 |
| 8  | Paul Green         | 2014 – 2020 |
| 9  | Josh Hannay (int.) | 2020 – 2020 |
| 10 | Todd Payten        | 2021 –      |

- Légende : int. = entraîneur par intérim.

## Joueurs emblématiques
- Matt Bowen (2001-2013)
- Ashley Graham (2006-2013)
- Michael Morgan (2010-)
- Paul Rauhihi (2003-2005)
- Matthew Scott (2004-)
- Jason Taumalolo (2010-)
- Johnathan Thurston (2005-2018)

## Bilan du club
| Année                                  | Année | Saison régulière | Saison régulière | Saison régulière | Saison régulière | Saison régulière | Saison régulière | Saison régulière | Saison régulière | Saison régulière | Phase finale        | Phase finale | Phase finale | Phase finale | Phase finale | Phase finale | Phase finale |
| Année                                  | Année | Class.           | Points           | MJ               | V.               | N.               | D.               | B.               | Pp.              | Pc.              | Perf.               | MJ           | V.           | N.           | D.           | Pp.          | Pc.          |
| National Rugby League (vingt clubs)    |       |                  |                  |                  |                  |                  |                  |                  |                  |                  |                     |              |              |              |              |              |              |
| 1998                                   | 1998  | 16e              | 18               | 24               | 9                | 0                | 15               | 0                | 361              | 556              | Non qualifié        | -            | -            | -            | -            | -            | -            |
| National Rugby League (dix-sept clubs) |       |                  |                  |                  |                  |                  |                  |                  |                  |                  |                     |              |              |              |              |              |              |
| 1999                                   | 1999  | 16e              | 13               | 24               | 4                | 1                | 19               | 2                | 398              | 588              | Non qualifié        | -            | -            | -            | -            | -            | -            |
| National Rugby League (quatorze clubs) |       |                  |                  |                  |                  |                  |                  |                  |                  |                  |                     |              |              |              |              |              |              |
| 2000                                   | 2000  | 14e              | 12               | 26               | 7                | 0                | 19               | 0                | 436              | 612              | Non qualifié        | -            | -            | -            | -            | -            | -            |
| 2001                                   | 2001  | 13e              | 14               | 26               | 6                | 2                | 18               | 0                | 514              | 771              | Non qualifié        | -            | -            | -            | -            | -            | -            |
| National Rugby League (quinze clubs)   |       |                  |                  |                  |                  |                  |                  |                  |                  |                  |                     |              |              |              |              |              |              |
| 2002                                   | 2002  | 11e              | 20               | 24               | 8                | 0                | 16               | 2                | 496              | 803              | Non qualifié        | -            | -            | -            | -            | -            | -            |
| 2003                                   | 2003  | 11e              | 24               | 24               | 10               | 0                | 14               | 2                | 606              | 629              | Non qualifié        | -            | -            | -            | -            | -            | -            |
| 2004                                   | 2004  | 7e               | 29               | 24               | 12               | 1                | 11               | 2                | 526              | 514              | Finale préliminaire | 3            | 2            | 0            | 1            | 56           | 41           |
| 2005                                   | 2005  | 5e               | 32               | 24               | 14               | 0                | 10               | 2                | 639              | 563              | Finaliste           | 4            | 2            | 0            | 2            | 75           | 96           |
| 2006                                   | 2006  | 9e               | 26               | 24               | 11               | 0                | 13               | 2                | 450              | 463              | Non qualifié        | -            | -            | -            | -            | -            | -            |
| National Rugby League (seize clubs)    |       |                  |                  |                  |                  |                  |                  |                  |                  |                  |                     |              |              |              |              |              |              |
| 2007                                   | 2007  | 3e               | 32               | 24               | 15               | 0                | 9                | 1                | 547              | 618              | Finale préliminaire | 3            | 2            | 0            | 1            | 75           | 68           |
| 2008                                   | 2008  | 15e              | 14               | 24               | 5                | 0                | 19               | 2                | 474              | 638              | Non qualifié        | -            | -            | -            | -            | -            | -            |
| 2009                                   | 2009  | 12e              | 26               | 24               | 11               | 0                | 13               | 2                | 558              | 474              | Non qualifié        | -            | -            | -            | -            | -            | -            |
| 2010                                   | 2010  | 15e              | 14               | 24               | 5                | 0                | 19               | 2                | 425              | 667              | Non qualifié        | -            | -            | -            | -            | -            | -            |
| 2011                                   | 2011  | 7e               | 32               | 24               | 14               | 0                | 10               | 2                | 532              | 480              | 1er tour            | 1            | 0            | 0            | 1            | 8            | 42           |
| 2012                                   | 2012  | 5e               | 34               | 24               | 15               | 0                | 9                | 2                | 597              | 445              | 2e tour             | 2            | 1            | 0            | 1            | 45           | 38           |
| 2013                                   | 2013  | 8e               | 28               | 24               | 12               | 0                | 12               | 2                | 507              | 431              | 1er tour            | 1            | 0            | 0            | 1            | 18           | 20           |
| 2014                                   | 2014  | 5e               | 32               | 24               | 14               | 0                | 10               | 2                | 596              | 406              | 2e tour             | 2            | 1            | 0            | 1            | 62           | 51           |
| 2015                                   | 2015  | 3e               | 38               | 24               | 17               | 0                | 7                | 2                | 587              | 454              | Champion            | 4            | 3            | 0            | 1            | 100          | 44           |
| 2016                                   | 2016  | 4e               | 34               | 24               | 15               | 0                | 9                | 2                | 584              | 355              | Finale préliminaire | 3            | 1            | 0            | 2            | 56           | 68           |
| 2017                                   | 2017  | 8e               | 30               | 24               | 13               | 0                | 11               | 2                | 467              | 443              | Finaliste           | 4            | 3            | 0            | 1            | 74           | 80           |
| 2018                                   | 2018  | 13e              | 18               | 24               | 8                | 0                | 16               | 1                | 449              | 521              | Non qualifié        | -            | -            | -            | -            | -            | -            |
| 2019                                   | 2019  | 14e              | 20               | 24               | 9                | 0                | 15               | 1                | 378              | 500              | Non qualifié        | -            | -            | -            | -            | -            | -            |
| 2020                                   | 2020  | 14e              | 10               | 20               | 5                | 0                | 15               | 0                | 368              | 520              | Non qualifié        | -            | -            | -            | -            | -            | -            |
| 2021                                   | 2021  | 15e              | 16               | 24               | 7                | 0                | 17               | 1                | 460              | 748              | Non qualifié        | -            | -            | -            | -            | -            | -            |
| 2022                                   | 2022  | 3e               | 36               | 24               | 17               | 0                | 7                | 1                | 633              | 361              | Finale préliminaire | 2            | 1            | 0            | 1            | 52           | 54           |
| National Rugby League (dix-sept clubs) |       |                  |                  |                  |                  |                  |                  |                  |                  |                  |                     |              |              |              |              |              |              |
| 2023                                   | 2023  | 11e              | 30               | 24               | 12               | 0                | 12               | 3                | 546              | 542              | Non qualifié        | -            | -            | -            | -            | -            | -            |
| 2024                                   | 2024  | 5e               | 36               | 24               | 15               | 0                | 9                | 3                | 657              | 568              | 2e tour             | 2            | 1            | 0            | 1            | 46           | 42           |
| 2025                                   | 2025  | -                | -                | -                | -                | -                | -                | -                | -                | -                | -                   | -            | -            | -            | -            | -            | -            |